# Blå gaffelmakrill
Blå gaffelmakrill (Trachinotus ovatus) är en fisk i familjen taggmakrillfiskar i ordningen abborrartade fiskar. Kallas även långfenad pompano.

## Utseende
Den blå gaffelmakrillen har en oval kropp med gråblå färg, och ljusare, silveraktig buk. Stjärtfenan är kraftigt urgröpt med spetsar som en gaffel, därav namnet. Längs sidan har den ett antal mörka fläckar. Spetsarna på stjärt- rygg- och analfenorna är även de mörka. Den främre ryggfenan består endast av 6 korta taggar. Största längd är 70 cm, även om den vanligen inte går över 35 cm. Som mest kan den väga 2,8 kg.

## Vanor
Arten är en pelagisk stimfisk som lever i kustnära vatten med mjuka bottnar (sand eller gyttja) på ett djup ner till 200 m. Den kan även gå in i brackvatten. Den livnär sig av mindre kräftdjur, blötdjur och fiskar. Äggen är pelagiska.

## Utbredning
Den blå gaffelmakrillen lever i östra Atlanten från Brittiska öarna till Biscayabukten, Medelhavet och vidare till Angola. Besöker sällsynt Skandinavien (Danmark, Norge och svenska västkusten) på sina vandringar.

## Kommersiell användning
Fiskas endast tillfälligtvis, men förekommer som akvariefisk, bland annat i offentliga akvarier.